# 関東地方の鉄道路線

東京圏の鉄道網図

関東地方の鉄道路線（かんとうちほうのてつどうろせん）
廃止された鉄道路線については日本の廃止鉄道路線一覧を参照。
備考：
- 各路線の区間は『鉄道要覧』を基準としている。
- 同じ路線でも支線（別線）および事業種別の違う区間は別掲しており、各地方ごとに起点側から(1)、(2)…と番号を付けている。
- 特記無き路線は鉄道事業法に基づく鉄道路線、［軌道法適用］と記載がある路線は軌道法に基づく軌道路線である。

## 都県をまたぐ路線
複数の都県にまたがる路線は次の通り。
- 地方をまたぐ路線
  - 東海道新幹線 （東海旅客鉄道）：東京駅 - 新大阪駅  (552.6km)
  - 東北新幹線 （東日本旅客鉄道）：東京駅 - 新青森駅 (713.7km)
  - 上越新幹線 （東日本旅客鉄道）：大宮駅 - 新潟駅  (303.6km)
  - 北陸新幹線 (1)（東日本旅客鉄道）：高崎駅 - 上越妙高駅  (176.9km)
  - 東海道本線 （東日本旅客鉄道）：東京駅 - 熱海駅 (104.6km)
  - 中央本線(1) （東日本旅客鉄道）：新宿駅 - 塩尻駅  (211.8km)
  - 東北本線 （東日本旅客鉄道）：東京駅 - 盛岡駅  (535.3km)
  - 御殿場線 （東海旅客鉄道）：国府津駅 - 沼津駅（60.2km）
  - 常磐線 （東日本旅客鉄道）：日暮里駅 - 岩沼駅  (343.1km)
  - 上越線 （東日本旅客鉄道）：高崎駅 - 宮内駅 (162.6km)
  - 水郡線 （東日本旅客鉄道）：水戸駅 - 安積永盛駅  (137.5km)
  - 野岩鉄道会津鬼怒川線 （野岩鉄道）：新藤原駅 - 会津高原尾瀬口駅  (30.7km)

- 関東地方の複数の都県をまたぐ路線
  - 東海道本線(1) （東日本旅客鉄道）：品川駅 - 鶴見駅 新川崎経由 (17.8km)
  - 東海道本線(2) （東日本旅客鉄道）：浜松町駅 - 浜川崎駅
  - 東北本線(2) （東日本旅客鉄道）：赤羽駅 - 大宮駅 武蔵浦和経由（通称埼京線） (18.0km)
  - 総武本線 （東日本旅客鉄道）：東京駅 - 銚子駅  (120.5km)
  - 南武線 （東日本旅客鉄道）：川崎駅 - 立川駅  (35.5km)
  - 横浜線 （東日本旅客鉄道）：東神奈川駅 - 八王子駅  (42.6km)
  - 武蔵野線 （東日本旅客鉄道）：鶴見駅 - 西船橋駅 (100.6km)
  - 京葉線 （東日本旅客鉄道）：東京駅 - 蘇我駅  (43.0km)
  - 八高線 （東日本旅客鉄道）：八王子駅 - 倉賀野駅  (92.0km)
  - 高崎線 （東日本旅客鉄道）：大宮駅 - 高崎駅  (74.7km)
  - 鹿島線 （東日本旅客鉄道）：香取駅 - 鹿島サッカースタジアム駅  (17.4km)
  - 両毛線 （東日本旅客鉄道）：小山駅 - 新前橋駅  (84.4km)
  - 水戸線 （東日本旅客鉄道）：小山駅 - 友部駅  (50.2km)
  - 東京地下鉄東西線 （東京地下鉄）：中野駅 - 西船橋駅 (30.8km)
  - 東京地下鉄有楽町線 （東京地下鉄）：和光市駅 - 新木場駅 (28.3km)
  - 都営地下鉄新宿線（東京都交通局）：新宿駅 - 本八幡駅 (23.5km)
  - 京王相模原線 （京王電鉄）：調布駅 - 橋本駅  (22.6km)
  - 東急東横線 （東急電鉄）：渋谷駅 - 横浜駅 (24.2km)
  - 東急田園都市線 （東急電鉄）：渋谷駅 - 中央林間駅  (31.5km)
  - 京急本線（京浜急行電鉄）：品川駅 - 浦賀駅  (55.5km)
  - 小田急小田原線 （小田急電鉄）：新宿駅 - 小田原駅  (82.5km)
  - 小田急多摩線 （小田急電鉄）：新百合ヶ丘駅 - 唐木田駅  (10.6km)
  - 西武池袋線 （西武鉄道）：池袋駅 - 吾野駅  (57.8km)
  - 西武新宿線 （西武鉄道）：西武新宿駅 - 本川越駅  (47.5km)
  - 西武山口線 （西武鉄道）：多摩湖駅 - 西武球場前駅  (2.8km)
  - 東武伊勢崎線 （東武鉄道）：浅草駅 - 伊勢崎駅  (114.5km)
  - 東武佐野線 （東武鉄道）：館林駅 - 葛生駅  (22.1km)
  - 東武日光線 （東武鉄道）：東武動物公園駅 - 東武日光駅  (94.5km)
  - 東武野田線 （東武鉄道）：大宮駅 - 船橋駅  (62.7km)
  - 東武東上本線 （東武鉄道）：池袋駅 - 寄居駅  (75km)
  - 京成本線 （京成電鉄）：京成上野駅 - 成田空港駅 (69.3km)
  - 京成成田空港線 （京成電鉄・第2種）：京成高砂駅 - 成田空港駅 (51.4km)
  - 埼玉高速鉄道線 （埼玉高速鉄道）：赤羽岩淵駅 - 浦和美園駅  (14.6km)
  - 真岡鐵道真岡線 （真岡鐵道）：下館駅 - 茂木駅  (41.9km)
  - わたらせ渓谷鐵道わたらせ渓谷線 （わたらせ渓谷鐵道）：桐生駅 - 間藤駅  (44.1km)
  - 北総鉄道北総線 （北総鉄道）：京成高砂駅 - 小室駅  (19.8km)
  - 首都圏新都市鉄道常磐新線（つくばエクスプレス） （首都圏新都市鉄道）：秋葉原駅 - つくば駅  (58.3km)

## 都県内で完結している路線
各都県内で完結している路線は次の通り。はじめに複数の市町村にまたがる路線を、その後に市町村内で完結している路線を挙げた。

### 東京都
- 東京都
  - 青梅線 （東日本旅客鉄道）：立川駅 - 奥多摩駅  (37.2km)
  - 五日市線 （東日本旅客鉄道）：拝島駅 - 武蔵五日市駅  (11.1km)
  - 武蔵野線(1) （東日本旅客鉄道）：新小平駅 - 国立駅 (5.0km)
  - 京王線 （京王電鉄）：新宿駅 - 京王八王子駅  (37.9km)
  - 京王井の頭線 （京王電鉄）：渋谷駅 - 吉祥寺駅  (12.7km)
  - 西武拝島線 （西武鉄道）：小平駅 - 拝島駅  (14.3km)
  - 西武国分寺線 （西武鉄道）：東村山駅 - 国分寺駅  (7.8km)
  - 西武多摩湖線 （西武鉄道）：国分寺駅 - 多摩湖駅  (9.2km)
  - 西武多摩川線 （西武鉄道）：武蔵境駅 - 是政駅  (8km)
  - 多摩都市モノレール線 （多摩都市モノレール）跨座［軌道法適用］：多摩センター駅 - 上北台駅  (16km)
- 東京都区部
  - 東北本線(1) （東日本旅客鉄道）：日暮里駅 - 赤羽駅 尾久経由 (7.6km)
  - 山手線 （東日本旅客鉄道）：品川駅 - 田端駅  (20.6km)
  - 赤羽線 （東日本旅客鉄道）：池袋駅 - 赤羽駅  (5.5km)
  - 中央本線 （東日本旅客鉄道）：神田駅 - 代々木駅 (8.3km)
  - 総武本線(1) （東日本旅客鉄道）：錦糸町駅 - 御茶ノ水駅  (4.3km)
  - 総武本線(2) （東日本旅客鉄道）：小岩駅 - 金町駅  (8.9km)
  - 総武本線(3) （東日本旅客鉄道）：小岩駅 - 越中島貨物駅  (11.7km)
  - 常磐線(1) （東日本旅客鉄道）：三河島駅 - 南千住駅  (5.7km)
  - 常磐線(2) （東日本旅客鉄道）：三河島駅 - 田端駅  (1.6km)
  - 東京地下鉄銀座線 （東京地下鉄）：浅草駅 - 渋谷駅  (14.3km)
  - 東京地下鉄丸ノ内線 （東京地下鉄）：池袋駅 - 荻窪駅  (24.2km)
  - 東京地下鉄丸ノ内線(1) （東京地下鉄）：中野坂上駅 - 方南町駅  (3.2km)
  - 東京地下鉄日比谷線 （東京地下鉄）：北千住駅 - 中目黒駅  (20.3km)
  - 東京地下鉄千代田線 （東京地下鉄）：綾瀬駅 - 代々木上原駅 (21.9km)
  - 東京地下鉄千代田線(1) （東京地下鉄）：綾瀬駅 - 北綾瀬駅 (2.1km)
  - 東京地下鉄半蔵門線 （東京地下鉄）：渋谷駅 - 押上駅  (16.8km)
  - 東京地下鉄副都心線 （東京地下鉄）：小竹向原駅 - 渋谷駅  (11.9km)
  - 東京地下鉄南北線 （東京地下鉄）：目黒駅 - 赤羽岩淵駅 (21.3km)
  - 都営地下鉄浅草線  （東京都交通局）：押上駅 - 西馬込駅 (18.3km)
  - 都営地下鉄三田線 （東京都交通局・第2種）：目黒駅 - 白金高輪駅 (2.3km)
  - 都営地下鉄三田線(1) （東京都交通局）：白金高輪駅 - 西高島平駅 (24.2km)
  - 都営地下鉄大江戸線 （東京都交通局）： 光が丘駅 - 都庁前駅 (40.7km)
  - 都電荒川線 （東京都交通局）［軌道法適用］：三ノ輪橋停留場 - 早稲田停留場  (12.2km)
  - 東京都交通局日暮里・舎人ライナー（東京都交通局）［軌道法適用］：日暮里駅 - 見沼代親水公園駅 (9.7km)
  - 東急目黒線 （東急電鉄）：目黒駅 - 田園調布駅  (6.5km)
  - 東急大井町線 （東急電鉄）：大井町駅 - 二子玉川駅  (10.4km)
  - 東急多摩川線 （東急電鉄）：多摩川駅 - 蒲田駅  (5.6km)
  - 東急池上線 （東急電鉄）：五反田駅 - 蒲田駅  (10.9km)
  - 東急世田谷線 （東急電鉄）［軌道法適用］：三軒茶屋駅 - 下高井戸駅  (5km)
  - 京急本線(1) （京浜急行電鉄）：泉岳寺駅 - 品川駅  (1.2km)
  - 京急空港線 （京浜急行電鉄）：京急蒲田駅 - 羽田空港第1・第2ターミナル駅  (6.5km)
  - 西武有楽町線 （西武鉄道）：練馬駅 - 小竹向原駅  (2.6km)
  - 西武豊島線 （西武鉄道）：練馬駅 - 豊島園駅  (1km)
  - 東武伊勢崎線(1) （東武鉄道）：押上駅 - 曳舟駅
  - 東武亀戸線 （東武鉄道）：曳舟駅 - 亀戸駅  (3.4km)
  - 東武大師線 （東武鉄道）：西新井駅 - 大師前駅  (1km)
  - 京成押上線 （京成電鉄）：押上駅 - 青砥駅  (5.7km)
  - 京成金町線 （京成電鉄）：京成高砂駅 - 京成金町駅  (2.5km)
  - 東京モノレール羽田空港線 （東京モノレール）跨座：羽田空港第2ターミナル駅 - モノレール浜松町駅  (17.8km)
  - 東京臨海新交通臨海線 （ゆりかもめ）［軌道法適用］：新橋駅 - 日の出駅  (2.2km)
  - 東京臨海新交通臨海線(1) （ゆりかもめ）：日の出駅 - お台場海浜公園駅  (4.7km)
  - 東京臨海新交通臨海線(2) （ゆりかもめ）［軌道法適用］：お台場海浜公園駅 - テレコムセンター駅  (2.3km)
  - 東京臨海新交通臨海線(3) （ゆりかもめ）：テレコムセンター駅 - 東京ビッグサイト駅  (2.1km)
  - 東京臨海新交通臨海線(4) （ゆりかもめ）［軌道法適用］：東京ビッグサイト駅 - 豊洲駅  (3.4km)
  - 東京臨海高速鉄道りんかい線 （東京臨海高速鉄道）：新木場駅 - 大崎駅  (12.2km)
- 府中市
  - 京王競馬場線 （京王電鉄）：東府中駅 - 府中競馬正門前駅  (0.9km)
- 東村山市
  - 西武西武園線 （西武鉄道）：東村山駅 - 西武園駅  (2.4km)
- 日野市
  - 京王動物園線 （京王電鉄）：高幡不動駅 - 多摩動物公園駅  (2.0km)
- 八王子市
  - 京王高尾線 （京王電鉄）：北野駅 - 高尾山口駅  (8.6km)
  - 高尾登山電鉄：清滝駅 - 高尾山駅  (1.0km)
- 青梅市
  - 御岳登山鉄道：滝本駅 - 御岳山駅  (1.0km)

### 茨城県
- 茨城県
  - 水郡線(1) （東日本旅客鉄道）：上菅谷駅 - 常陸太田駅  (9.5km)
  - 関東鉄道常総線 （関東鉄道）：取手駅 - 下館駅  (51.1km)
  - 鹿島臨海鉄道大洗鹿島線 （鹿島臨海鉄道）：水戸駅 - 鹿島サッカースタジアム駅  (53km)
  - 鹿島臨海鉄道鹿島臨港線 （鹿島臨海鉄道）：鹿島サッカースタジアム駅 - 奥野谷浜駅 （19.2km・貨物線）
- ひたちなか市
  - ひたちなか海浜鉄道湊線 （ひたちなか海浜鉄道）：勝田駅 - 阿字ヶ浦駅  (14.3km)
- つくば市
  - 筑波観光鉄道筑波山鋼索鉄道線 （筑波観光鉄道）：宮脇駅 - 筑波山頂駅  (1.6km)
  - 筑波山ロープウェイ （筑波観光鉄道）：つつじヶ丘駅 - 女体山駅  (1.3km)
- 龍ケ崎市
  - 関東鉄道竜ヶ崎線 （関東鉄道）：佐貫駅 - 竜ヶ崎駅  (4.5km)

### 神奈川県
- 神奈川県
  - 根岸線 （東日本旅客鉄道）： 横浜駅 - 大船駅 (22.1km)
  - 横須賀線 （東日本旅客鉄道）：大船駅 - 久里浜駅 (23.9km)
  - 鶴見線 （東日本旅客鉄道）：鶴見駅 - 扇町駅  (7.0km)
  - 東海道本線(4) （東日本旅客鉄道）：鶴見駅 - 八丁畷駅
  - 南武線(2) （東日本旅客鉄道）：尻手駅 - 鶴見駅  (5.4km)
  - 相模線 （東日本旅客鉄道）：茅ケ崎駅 - 橋本駅  (33.3km)
  - 小田急江ノ島線 （小田急電鉄）：相模大野駅（分岐点）- 片瀬江ノ島駅 (27.4km)
  - 京急逗子線 （京浜急行電鉄）：金沢八景駅 - 逗子・葉山駅  (5.9km)
  - 京急久里浜線 （京浜急行電鉄）：堀ノ内駅 - 三崎口駅  (13.4km)
  - 相鉄本線 （相模鉄道）：横浜駅 - 海老名駅  (24.6km)
  - 相鉄いずみ野線 （相模鉄道）：二俣川駅 - 湘南台駅  (11.3km)
  - 横浜市営地下鉄1号線 （横浜市交通局）：関内駅 - 湘南台駅  (19.7km)
  - 江ノ島電鉄線 （江ノ島電鉄）：藤沢駅 - 鎌倉駅  (10.0km)
  - 湘南モノレール江の島線 （湘南モノレール） ：大船駅 - 湘南江の島駅 (6.6km)
  - 伊豆箱根鉄道大雄山線 （伊豆箱根鉄道）：小田原駅 - 大雄山駅  (9.6km)
  - 小田急箱根鉄道線 （小田急箱根）：小田原駅 - 強羅駅  (15.0km)
- 横浜市
  - 東海道本線(3) （東日本旅客鉄道）：鶴見駅 - 東戸塚駅  (16.0km)
  - 東海道本線(5) （東日本旅客鉄道）：鶴見駅 - 桜木町駅  (8.5km)
  - 鶴見線(1) （東日本旅客鉄道）：浅野駅 - 海芝浦駅  (1.7km)
  - 横浜市営地下鉄3号線 （横浜市交通局）：関内駅 - あざみ野駅  (20.7km)
  - 横浜市営地下鉄4号線 （横浜市交通局）：中山駅 - 日吉駅 (13.1km)
  - 東急新横浜線（東京急行電鉄）：新横浜駅 - 日吉駅 (5.8km)
  - 東急こどもの国線 （東京急行電鉄・第2種）：長津田駅 - こどもの国駅 (3.4km)
  - 横浜シーサイドライン金沢シーサイドライン （横浜シーサイドライン）［軌道法適用］：新杉田駅 - 金沢八景駅  (10.6km)
  - 横浜高速鉄道みなとみらい21線 （横浜高速鉄道）：横浜駅 - 元町・中華街駅 (4.1km)
  - 神奈川臨海鉄道本牧線 （神奈川臨海鉄道）：根岸駅 - 本牧埠頭駅 （5.6km・貨物線）
  - 相鉄新横浜線（相模鉄道）：西谷駅 - 新横浜駅（6.3km）
- 川崎市
  - 南武線(1) （東日本旅客鉄道）：尻手駅 - 浜川崎駅  (4.1km)
  - 鶴見線(2) （東日本旅客鉄道）：武蔵白石駅 - 大川駅  (1.0km)
  - 京急大師線 （京浜急行電鉄）：京急川崎駅 - 小島新田駅  (4.5km)
  - 神奈川臨海鉄道水江線 （神奈川臨海鉄道）：川崎貨物駅 - 水江町駅 （2.6km・貨物線）
  - 神奈川臨海鉄道千鳥線 （神奈川臨海鉄道）：川崎貨物駅 - 千鳥町駅 （4.2km・貨物線）
  - 神奈川臨海鉄道浮島線 （神奈川臨海鉄道）：川崎貨物駅 - 浮島町駅 （3.9km・貨物線）
- 海老名市
  - 相鉄厚木線 （相模鉄道）：相模国分信号所 - 厚木駅 （2.2km・貨物線）
- 伊勢原市
  - 大山観光電鉄大山鋼索線 （大山観光電鉄）：大山ケーブル駅 - 阿夫利神社駅  (0.8km)
- 箱根町
  - 小田急箱根鋼索線 （小田急箱根）：強羅駅 - 早雲山駅  (1.2km)

### 群馬県
- 群馬県
  - 信越本線 （東日本旅客鉄道）：高崎駅 - 横川駅  (29.7km)
  - 吾妻線 （東日本旅客鉄道）：渋川駅 - 大前駅  (55.3km)
  - 東武桐生線 （東武鉄道）：太田駅 - 赤城駅  (20.3km)
  - 東武小泉線 （東武鉄道）：館林駅 - 西小泉駅  (12.0km)
  - 東武小泉線(1) （東武鉄道）：太田駅 - 東小泉駅  (6.4km)
  - 上毛電気鉄道上毛線 （上毛電気鉄道）：中央前橋駅 - 西桐生駅  (25.4km)
  - 上信電鉄上信線 （上信電鉄）：高崎駅 - 下仁田駅  (33.7km)

### 埼玉県
- 埼玉県
  - 川越線 （東日本旅客鉄道）：大宮駅 - 高麗川駅  (30.6km)
  - 西武秩父線 （西武鉄道）：吾野駅 - 西武秩父駅  (19km)
  - 東武越生線 （東武鉄道）：坂戸駅 - 越生駅  (10.9km)
  - 埼玉新都市交通伊奈線 （埼玉新都市交通）：大宮駅 - 内宿駅  (12.7km)
  - 秩父鉄道秩父本線 （秩父鉄道）：羽生駅 - 三峰口駅  (71.7km)
  - 秩父鉄道三ヶ尻線 （秩父鉄道）：武川駅 - 三ヶ尻駅  (3.7km・貨物線)
- さいたま市
  - 武蔵野線(2) （東日本旅客鉄道）：西浦和駅 - 与野駅  (4.9km)
  - 武蔵野線(3) （東日本旅客鉄道）：武蔵浦和駅 - 別所信号場  (1.6km)
- 所沢市
  - 西武狭山線 （西武鉄道）：西所沢駅 - 西武球場前駅  (4.2km)

### 千葉県
- 千葉県
  - 京葉線(1) （東日本旅客鉄道）：市川塩浜駅 - 西船橋駅  (5.9km)
  - 武蔵野線(4) （東日本旅客鉄道）：南流山駅 - 北小金駅  (2.9km)
  - 武蔵野線(5) （東日本旅客鉄道）：南流山駅 - 馬橋駅  (3.7km)
  - 内房線 （東日本旅客鉄道）：蘇我駅 - 安房鴨川駅  (119.4km)
  - 外房線 （東日本旅客鉄道）：千葉駅 - 安房鴨川駅  (93.3km)
  - 成田線 （東日本旅客鉄道）：佐倉駅 - 松岸駅  (75.4km)
  - 成田線(1) （東日本旅客鉄道）：成田駅 - 我孫子駅  (32.9km)
  - 久留里線 （東日本旅客鉄道）：木更津駅 - 上総亀山駅  (32.2km)
  - 東金線 （東日本旅客鉄道）：大網駅 - 成東駅  (13.8km)
  - 京成千葉線 （京成電鉄）：京成津田沼駅 - 千葉中央駅  (12.9km)
  - 京成千原線 （京成電鉄）：千葉中央駅 - ちはら台駅  (10.9km)
  - 京成松戸線 （京成電鉄）：京成津田沼駅 - 松戸駅  (26.5km)
  - 小湊鉄道線 （小湊鉄道）：五井駅 - 上総中野駅  (39.1km)
  - 流鉄流山線 （流鉄）：馬橋駅 - 流山駅  (5.7km)
  - いすみ鉄道いすみ線 （いすみ鉄道）：大原駅 - 上総中野駅  (26.8km)
  - 北総鉄道北総線(1) （北総鉄道・第2種）：小室駅 - 印旛日本医大駅  (12.5km)
  - 東葉高速鉄道東葉高速線 （東葉高速鉄道）：西船橋駅 - 東葉勝田台駅  (16.2km)
  - 芝山鉄道線 （芝山鉄道）：東成田駅 - 芝山千代田駅  (2.2km)
  - 京葉臨海鉄道臨海本線 （京葉臨海鉄道）：蘇我駅 - 浜五井駅 （8.8km・貨物線）
  - 京葉臨海鉄道臨海本線(3) （京葉臨海鉄道）：椎津駅 - 北袖駅 （2.2km・貨物線）
- 千葉市
  - 千葉都市モノレール1号線 （千葉都市モノレール）［軌道法適用］：千葉みなと駅 - 県庁前駅  (3.2km)
  - 千葉都市モノレール2号線 （千葉都市モノレール）［軌道法適用］：千葉駅 - 千城台駅  (12km)
- 銚子市
  - 銚子電気鉄道線 （銚子電気鉄道）：銚子駅 - 外川駅  (6.4km)
- 浦安市
  - ディズニーリゾートライン （舞浜リゾートライン）跨座：リゾートゲートウェイ・ステーション駅 - リゾートゲートウェイ・ステーション駅  (5.0km)
- 船橋市
  - 京葉線(2) （東日本旅客鉄道）：西船橋駅 - 南船橋駅  (5.4km)
- 市原市
  - 京葉臨海鉄道臨海本線(1) （京葉臨海鉄道）：市原分岐点 - 京葉市原駅 （1.6km・貨物線）
  - 京葉臨海鉄道臨海本線(2) （京葉臨海鉄道）：浜五井駅 - 椎津駅 （8.9km・貨物線）
- 袖ケ浦市
  - 京葉臨海鉄道臨海本線(4) （京葉臨海鉄道）：北袖分岐点 - 京葉久保田駅 （2.3km・貨物線）
- 佐倉市
  - 山万ユーカリが丘線 （山万）：ユーカリが丘駅 - 公園駅  (4.1km)
- 成田市
  - 成田線(2) （東日本旅客鉄道）：成田駅 - 成田線分岐点  (2.1km)
  - 成田線(3) （東日本旅客鉄道・第2種）：成田線分岐点 - 成田空港駅  (8.7km)
  - 京成本線(1) （京成電鉄・第2種）：駒井野信号場 - 成田空港駅（千葉県）  (2.1km)
  - 京成東成田線 （京成電鉄）：京成成田駅 - 東成田駅  (7.1km)

### 栃木県
- 栃木県
  - 日光線 （東日本旅客鉄道）：宇都宮駅 - 日光駅  (40.5km)
  - 烏山線 （東日本旅客鉄道）：宝積寺駅 - 烏山駅  (20.4km)
  - 東武宇都宮線 （東武鉄道）：新栃木駅 - 東武宇都宮駅  (24.3km)
  - 宇都宮芳賀ライトレール線 （宇都宮ライトレール）［軌道法適用］：宇都宮駅東口停留場 - 芳賀・高根沢工業団地停留場 （14.6km）
- 日光市
  - 東武鬼怒川線 （東武鉄道）：下今市駅 - 新藤原駅  (16.2km)